# 扆昭
扆昭，山西解州（今山西运城）人，是一名明朝政治人物。
扆昭曾于1441年接替祖述任嘉定县知县一职，1445年由蒋义接任。